# المساعدات الخارجية الصينية
المساعدات الخارجية الصينية هي مساعدات إنمائية حكومية وخاصة ومساعدات إنسانية من جمهورية الصين الشعبية.
المساعدات الرسمية الصينية - على عكس معظم الدول الرئيسية المانحة للمساعدات - لا تنظمها بروتوكولات منظمة التعاون الاقتصادي والتنمية للمساعدات الإنمائية (ODA). وفقاً لتقديرات منظمة التعاون الاقتصادي والتنمية، ارتفعت المساعدات الرسمية للتنمية من الصين في عام 2020 إلى 4.8 مليار دولار أمريكي.  في هذا الصدد، يعتبر البرنامج في نفس حجم برامج النرويج وكندا. لكن الصين تقدم كمية أكبر من تمويل التنمية في شكل قروض أقل استحواذًا.  تُمثل الحكومة الصينية مساعداتها في إطار تعاون دول الجنوب العالمي حيث «لا تدخل في الشؤون الداخلية للبلدان المستفيدة». 
في عام 2018، أنشأت الصين وكالة التعاون الإنمائي الدولي الصينية (CIDCA) لتتولى المسؤولية الرئيسية عن تنسيق المساعدات الخارجية للبلاد. تستمر هيئات حكومية أخرى في الاضطلاع بأدوارها في إدارة المساعدات الخارجية المقدمة من الصين.

## تاريخ
تغير نهج الصين تجاه المساعدات الخارجية عدة مرات منذ تأسيس جمهورية الصين الشعبية عام 1949، وكان ذلك في كثير من الأحيان مدفوعًا بتغير الظروف المحلية والسياسات الداخلية. 
خلال عهد ماو، ركزت الصين على تقديم المساعدات للدول الأخرى لدعم القضايا الاشتراكية والمناهضة للإمبريالية.  ومن الأمثلة المبكرة على ذلك التبرع بمبلغ 20 مليون فرنك سويسري لمصر عام 1956 أثناء العدوان الثلاثي.  بحلول ستينيات القرن العشرين، أصبحت الصين تقدم مساعدات أوسع نطاقًا لعشرات الدول من دول العالم الثالث في آسيا وأفريقيا.  عندما بدأت الصين برنامجها للمساعدات الخارجية، كانت هي الدولة الفقيرة الوحيدة التي تقدم مساعدات خارجية، بل إنها قدمت المساعدة إلى دول كان نصيب الفرد من الناتج المحلي الإجمالي فيها أعلى من نصيب الفرد في الصين.  وعلى الرغم من أن الصين تلقت أيضًا مساعدات أجنبية، إلا أنها كانت في المجمل مانحًا أكبر للمساعدات الأجنبية خلال هذه الفترة. 
من عام 1956 إلى عام 1976، قدمت الصين 3.665 مليار دولار كمساعدات خارجية لدول العالم الثالث.  قدمت الصين عشرة بالمائة من أموال المساعدات إلى دول الشرق الأوسط. 
في الفترة من عام 1970 إلى عام 1975، ساعدت الصين في تمويل وبناء خط سكة حديد تازارا في شرق أفريقيا ، والذي بلغت تكلفته حوالي 500 مليون دولار، واعتبارًا من عام 2012 كان يعتبر أكبر مشروع مساعدات فردي تقدمه الصين على الإطلاق.  وفي عام 1974 (قرب نهاية فترة ماو تسي تونج كزعيم للصين)، وصلت المساعدات إلى نسبة عالية بشكل ملحوظ بلغت 2% من الناتج الوطني الإجمالي. وقد انخفضت النسبة بشكل كبير بعد ذلك على الرغم من أن الكمية الكلية للمساعدات ارتفعت مع تزايد ازدهار الصين.
غيرت الصين مرة أخرى نهجها في تقديم المساعدات الخارجية في تسعينيات القرن العشرين.  في أعقاب الحرب الباردة، أصبح دافع الصين في المساعدات الخارجية مدفوع بشكل متزايد بالمصالح الاقتصادية، وخاصة أمن الموارد. 